# 杰米扬·别德内

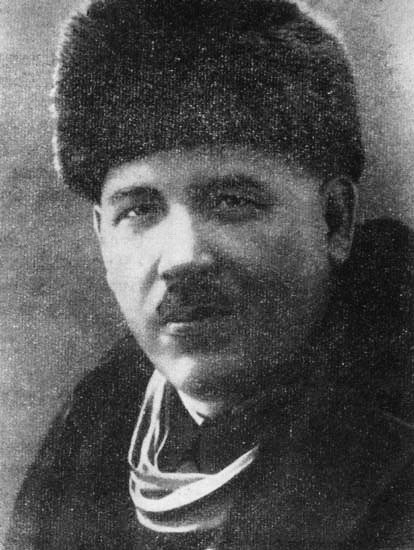
杰米扬·别德内，苏联诗人。

杰米扬·别德内（俄語： Демья́н Бе́дный)，原名叶菲姆·阿列克塞耶维奇·普里德沃洛夫（俄語：  1883年4月13日—1945年5月25日）苏联乌克兰诗人、布尔什维克。革命前已与斯大林结识，1917年十月革命后在圣彼得堡，1918年3月，因圣彼得堡局势危急，随布尔什维克领导人列宁、斯大林同乘一辆火车前往莫斯科，在克里姆林宫有豪华住所，与领导人伏罗希洛夫为邻居，还获得了福特汽车。五年计划期间曾前往众多施工地点为个人吟诵诗歌。1932年9月1日，苏共中央政治局听取报告，该报告称别德内生活堕落，斯大林于是决定将其驱逐出克里姆林宫，别德内为此道歉。别德内失势后，高尔基开始受到斯大林的青睐。1938年被开除出苏联共产党。1956年平反。俄罗斯北地群岛的杰米揚別德內群島以其名字命名。

## 影响
布尔加科夫创作的魔幻现实主义小说《大师与玛格丽特》的目的即为回击当时苏联兴起的无神论潮流，尤其是作家杰米扬·别德内的反宗教诗歌。